# NGC 3262
NGC 3262 је спирална галаксија у сазвежђу Једра која се налази на NGC листи објеката дубоког неба.
Деклинација објекта је - 44° 9' 36" а ректасцензија 10h 29m 6,1s. Привидна величина (магнитуда) објекта NGC 3262 износи 13,2 а фотографска магнитуда 14,2. NGC 3262 је још познат и под ознакама ESO 263-42, MCG -7-22-17, PGC 30876.